# Correfoc

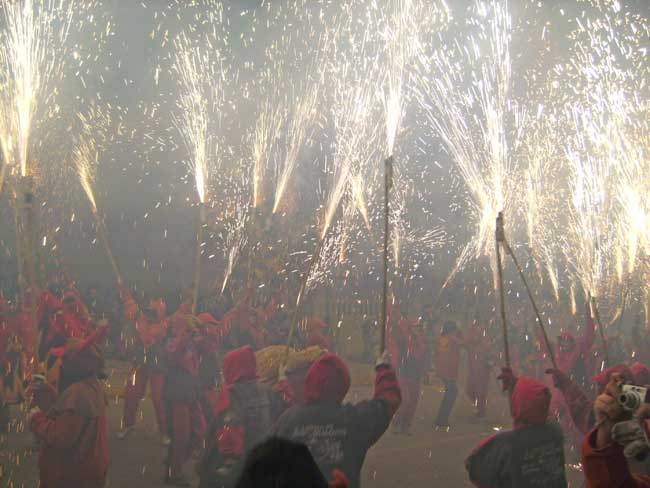
Correfoc a Terrateig en les VII Jornades Diableres del País Valencià el 2007

El correfoc és un joc o espectacle que es fa als carrers de les ciutats i pobles, on l'objectiu és evitar la pirotècnia usada pels diables i pels éssers imaginaris i mitològics que es representen. És un acte celebrat majoritàriament a Catalunya, però també s'ha estès pel País Valencià, les Illes Balears i Catalunya del Nord. Té les seves arrels en el Ball de diables ja documentat en el segle xii, però no va ser fins al xx que va prendre la seva forma actual.
El terme correfoc va sorgir en diferents cercaviles de Festes Majors o celebracions populars de Catalunya, com una manifestació improvisada de la gent, dracs i els diables que actuaven corrent, saltant i ballant conjuntament sota el foc. Durant la dècada dels anys 80 i 90 del segle xx el costum es va estendre pels Països Catalans. Un correfoc és diferent d'una cercavila o processó. En una cercavila o processó, encara que el públic també pot actuar en el cas d'un correfoc, el ritme de foc és més lent que en un correfoc.

## Colles

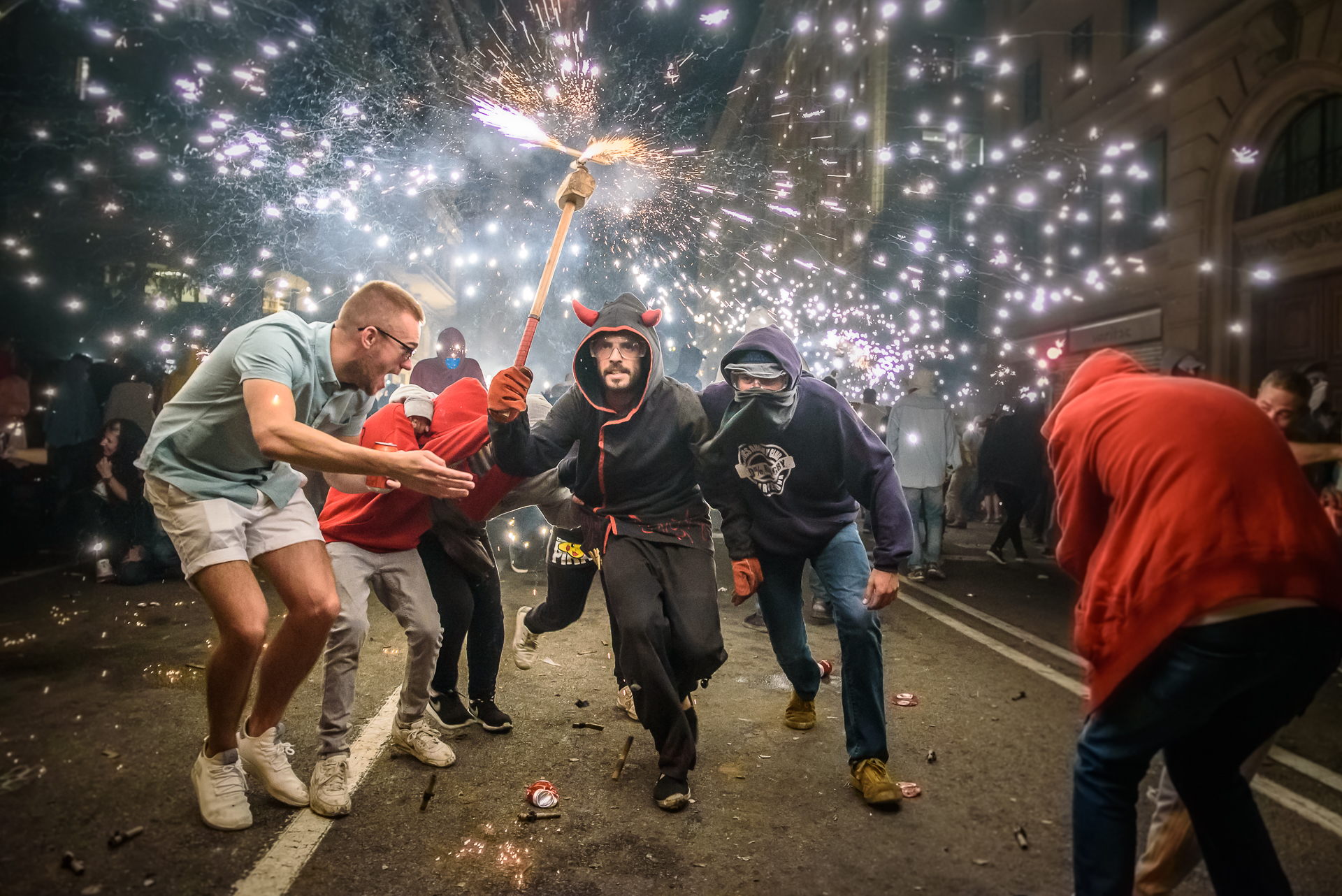
Correfoc de la Mercè 2017.

Es van desenvolupar diferents estils de correfocs, segons les tradicions locals i les afinitats dels membres:
- Colles de foc: són colles amb una estructura homogènia, on no hi ha rangs entre els integrants; si hi són és simplement per temes d'organització. Aquestes colles fan correfocs i algun espectacle pirotècnic; poden ser integrades per diables o amb bestiari de foc (com ara drac, mula…).
- Colles de diables: són colles que tenen com a mínim les figures de Llucifer i Diablessa. N'hi ha algunes que fins i tot tenen la figura de l'arcàngel. Aquestes colles, a més de fer correfocs, inclouen en les seves actuacions breus entremesos o balls de diables versificats, anomenats versots de diables.
- Colla d'espectacles: són colles que munten espectacles i performances on el foc n'és un protagonista.

## Vestimenta

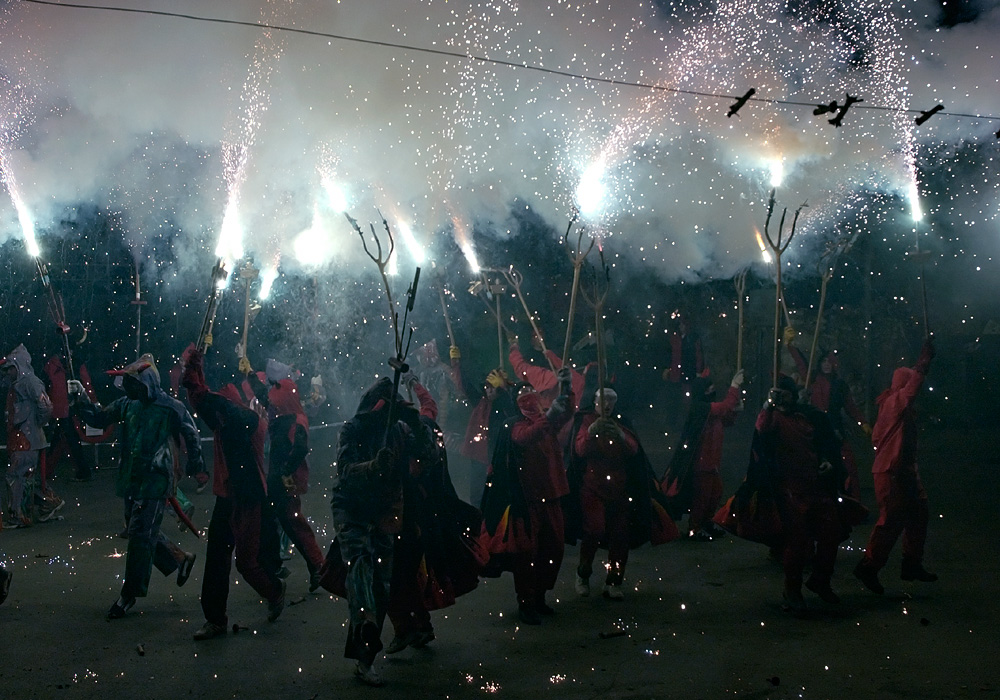
Diables en un correfoc

Els vestits actualment són de cotó, pell o teles ignífugues. Durant la dècada dels 70 i 80 aquests eren simples sacs de patates pintats amb unes banyes al capdamunt, més cap als 90 i l'inici del segle xxi han sortit algunes colles sense banyes (més típiques de colles de foc).

## Tipus

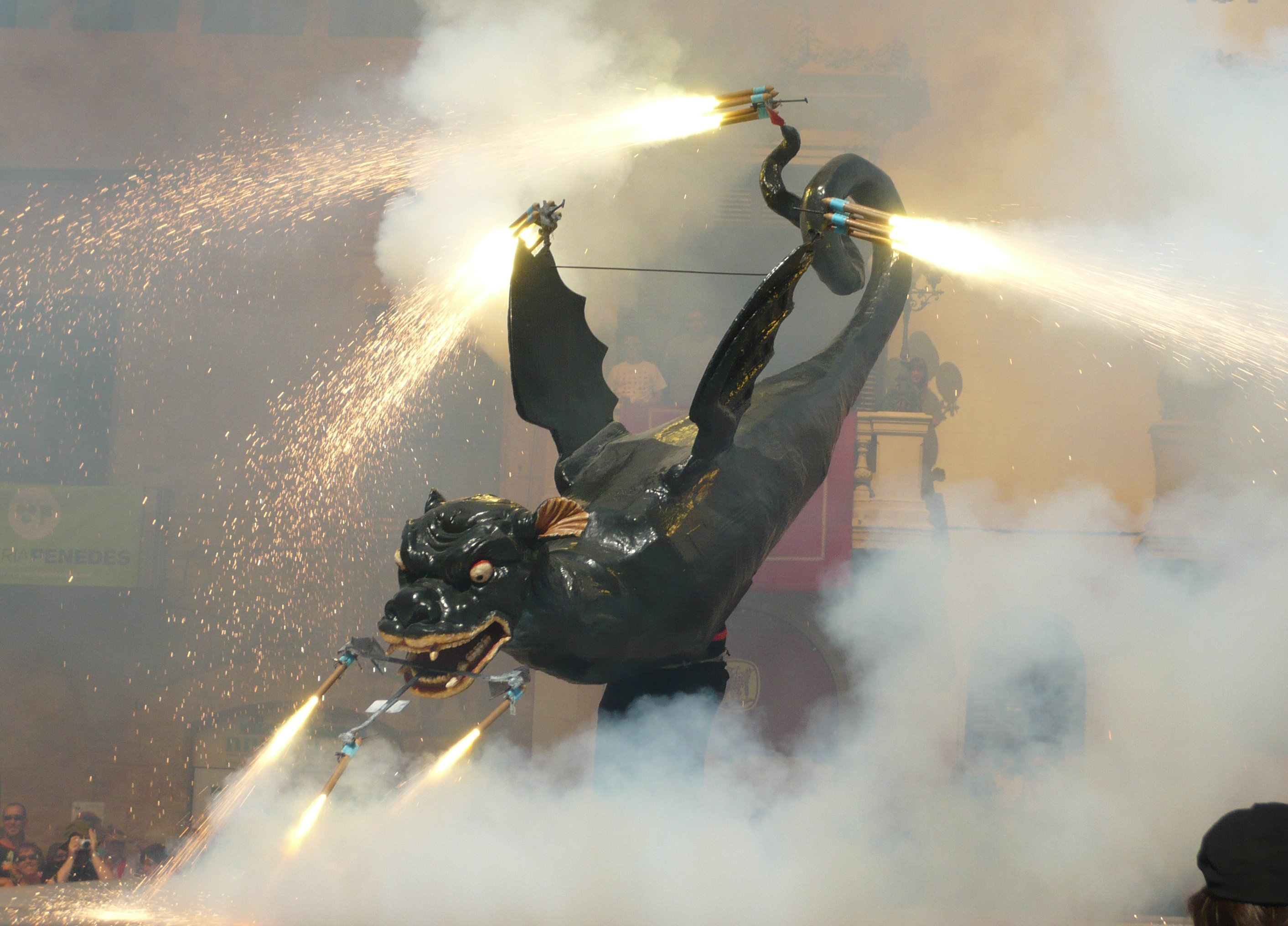
El Drac de Vilafranca del Penedès (1600) ballant durant la Festa Major

Hi ha dos tipus de correfocs característics, l'opció de fer-ne servir un o altre depèn de la colla, del tipus de correfoc i del tipus de recorregut. No hi ha cap mena de tradició de fer-ne servir un o altre.
- Correfoc amb carro: Tota la pirotècnia està dipositada dintre un carro, aquesta es posa dintre un sarró anomenat saca, d'aquí el nom que rep qui la porta, el saquer reparteix la pirotècnia a mesura que va avançant el correfoc. Els diables o dracs encenen les carretilles amb el botafoc o metxa.
- Correfoc amb saca individual: Tota la pirotècnia està dipositada en petits sarrons, amb una cabuda de 30 a 80 carretilles. Cadascun dels diables s'encén ell mateix la pirotècnia.

## Eines

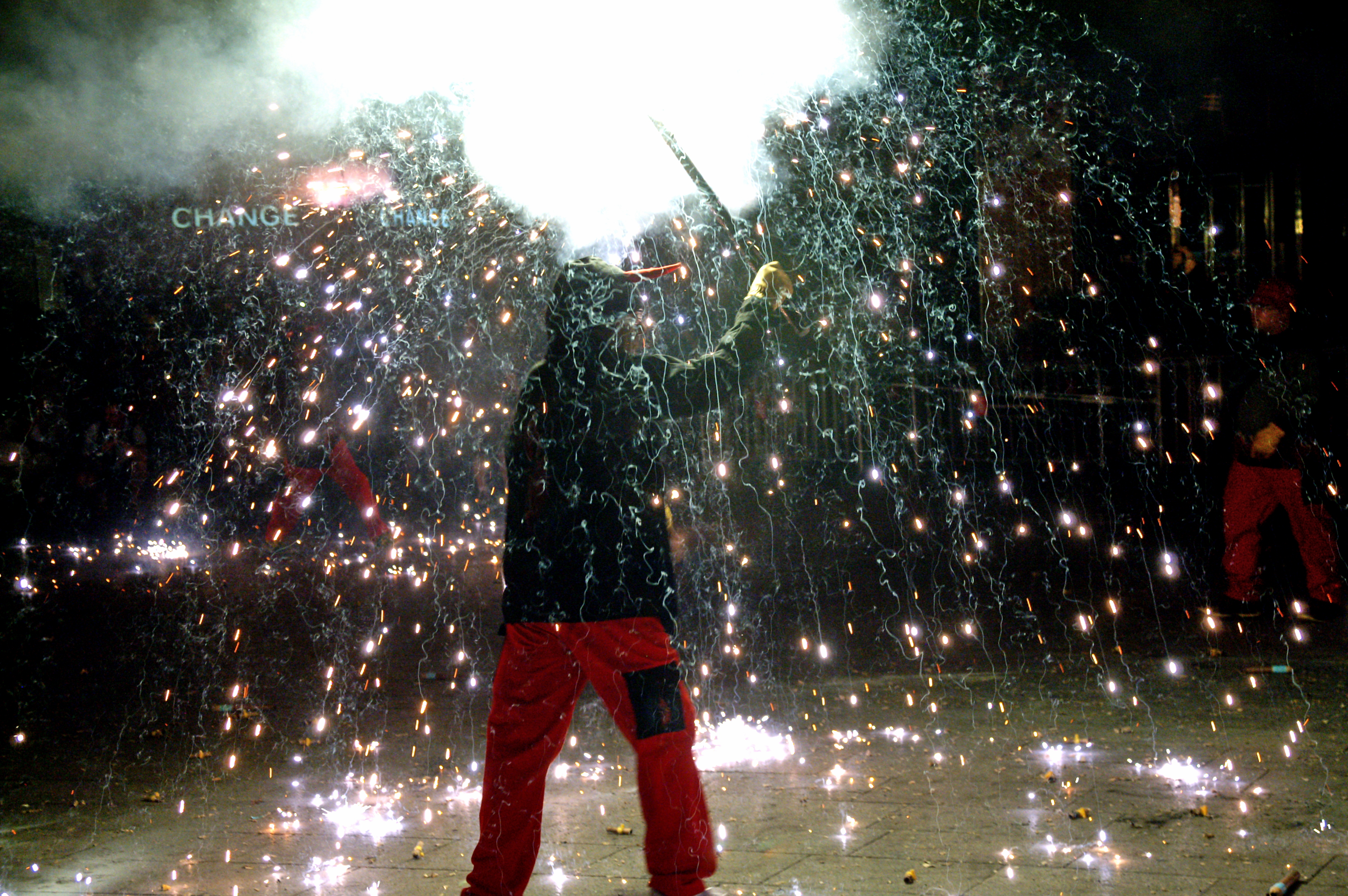
Correfoc dels Diables del Clot del 2009

Les eines que solen dur els diables són un carro que fa de magatzem central del material pirotècnic, una saca, sarró o civader, que és on duen el material els diables, un botafoc o metxa, que permet encendre les carretilles, la maça, que és on es posen les carretilles i altres elements on posar material pirotècnic com el ceptrot, el drac o figura de bestiari o altres elements estàtics o mòbils.

## Bestiari
El drac és un element recurrent en els cercaviles i correfocs. La Llegenda de Sant Jordi i el Drac és emblemàtica. A continuació hi ha una llista de dracs del bestiari popular:

## Música
Més enllà del so característic de la pirotècnia, els correfocs acostumen a anar acompanyats de música, habitualment per grups de percussió. En els darrers anys han proliferat els grups de batucada, i aquest fet s'ha vist també reflectit en els correfocs, on els tradicionals conjunts de percussió han estat substituïts en moltes ocasions per batucades.
Algunes colles utilitzen la gralla com a acompanyament durant el correfoc i/o, especialment, en els lluïments a plaça. Malgrat ser poc habitual, en algunes ocasions és el flabiol qui posa música al correfoc.